# Championnat du Maroc de basket-ball 2024-2025
Navigation
Édition précédente
La saison 2024-2025 de la Division Excellence (ou DEX-H) est la 88e édition du championnat du Maroc de basket-ball, sous l'égide de la Fédération royale marocaine de basket-ball. Cette édition a connu le retour de la saison régulière au format d'un groupe unique à 12 équipes.

## Formule de la compétition
Douze équipes s'affrontent sous forme de matches aller-retour lors de la saison régulière, d'octobre 2024 à avril 2025. Chaque équipe dispute en conséquence vingt-quatre matches, dont onze à domicile et onze à l'extérieur. Un classement est établi après chaque journée, se basant sur le ratio entre le nombre de victoires et le nombre de matches joués.
À l'issue de la saison régulière, les huit premières équipes sont qualifiées pour les playoffs. Cette compétition verra les équipes qualifiées réparties en deux groupes de quatre qui s'affrontent sous forme de matches aller-retour. Les deux premiers de chaque groupe se qualifieront en demi-finales au meilleur des trois manches, puis en finale au meilleur des cinq manches. Le vainqueur de la finale est désigné champion du Maroc,.

## Clubs participants
Équipes participantes au titre de la saison 2024-2025
| Club                | Rabat      | Salle               | Capacité     |
| ------------------- | ---------- | ------------------- | ------------ |
| Ittihad Tanger      | Tanger     | Salle Badr          | 1 200 places |
| Maghreb de Fès      | Fès        | Salle du 11 janvier | 5 000 places |
| AS Chabab Elouatia  | Tan Tan    | Salle Tan Tan       | 900 places   |
| Majd Tanger         | Tanger     | Salle Ziaten        | 1 000 places |
| AS Lixus Larache    | Larache    | Salle Larache       | 1 500 places |
| AS Salé             | Salé       | Salle El Bouâzzaoui | 2 000 places |
| Amal Essaouira      | Essaouira  | Salle Municipale    | 1 000 places |
| FUS de Rabat        | Rabat      | Salle Ibn Yassine   | 5 000 places |
| Wydad de Casablanca | Casablanca | Salle du WAC        | 1 000 places |
| Kawkab Marrakech    | Marrakech  | Salle de Zerktouni  | 1 500 places |
| FAR de Rabat        | Rabat      | Salle Ibn Yassine   | 5 000 places |
| CPA Midelt          | El Midelt  | Salle Municipale    | 1 000 places |

## Saison régulière

### Classement
| Rang | Équipe              | %   | J | G | P | Pp  | Pc  | GA  |
| ---- | ------------------- | --- | - | - | - | --- | --- | --- |
| 1    | Wydad de Casablanca | 100 | 2 | 2 | 0 | 131 | 93  | 38  |
| 2    | FUS de Rabat T      | 100 | 2 | 2 | 0 | 156 | 121 | 35  |
| 3    | Ittihad Tanger      | 50  | 2 | 1 | 1 | 151 | 155 | -4  |
| 4    | Maghreb de Fès      | 150 | 2 | 3 | 1 | 311 | 319 | -8  |
| 5    | AS Salé             | 150 | 2 | 3 | 1 | 314 | 313 | 1   |
| 6    | AS Lixus Larache    | 100 | 1 | 1 | 0 | 368 | 334 | 34  |
| 7    | FAR de Rabat        | 100 | 1 | 1 | 0 | 340 | 337 | 3   |
| 8    | AS Chabab Elouatia  | 0   | 2 | 0 | 2 | 303 | 304 | -1  |
| 9    | Amal Essaouira P    | 0   | 2 | 0 | 2 | 329 | 343 | -14 |
| 10   | Majd Tanger         | 0   | 1 | 0 | 1 | 284 | 337 | -53 |
| 11   | CPA Midelt P        | 0   | 1 | 0 | 1 | 332 | 368 | -36 |
| 12   | Kawkab Marrakech    | -   | 0 | 0 | 0 | 0   | 0   |     |

| Légende :                         |
| - Qualification pour les playoffs |
| - Relégation en Nationale 1       |
| T Tenant du titre                 |
| P Promu de Nationale 1            |
| 0                                 |